# Bataille d'Incheon
 (septembre 2021).
Guerre de Corée
Batailles
Offensive nord-coréenne :

(juin 1950 - septembre 1950)
- Pokpung
- Chuncheon
- Séoul (1re)
- Busan (navale)
- Chumunjin
- Osan
- Pyeongtaek
- Cheonan
- Chochiwon
- Daejeon
- Sangju
- Yongdong
- Hwanggan
- Notch
- Périmètre de Busan

Contre-offensive de l'ONU :

(septembre 1950 - octobre 1950)
- Incheon
- Bombardement de Pyongyang
- Pyongyang

Intervention chinoise :

(octobre 1950 - avril 1951)
- Onjong
- Unsan
- Chongchon (Wawon)
- Réservoir de Chosin
- Évacuation de Hŭngnam
- Séoul (3e)
- Twin-Tunnels
- Jipyeong-ri
- Imjin
- Kapyong

Impasse :

(août 1951 - juillet 1953)
- Crèvecœur
- Fleuve Han
- Opération Commando
- Maryang San
- Suncheon
- Barrage de Sui-Ho
- Triangle Hill
- le Crochet
- Fleuve Samichon
- Armistice de Panmunjeom

Post armistice :
- Raid sur la Maison Bleue
- Attaque de l'EC-121
- Incident du peuplier
- Infiltration de Gangneung
- Guerre du crabe

La bataille d'Incheon (en coréen : 인천 상륙 작전, Incheon Sangryuk Jakjeon) ou opération Chromite, est une bataille décisive pendant la guerre de Corée.
La bataille commença le 15 septembre 1950 et finit vers le 28 septembre. Pendant l'opération amphibie, les forces de l'Organisation des Nations unies sécurisèrent Incheon, et poursuivirent dans la région de Pusan une série d'incursions en territoire ennemi. La grande majorité de forces terrestres de l'ONU étaient composées du Corps des Marines des États-Unis, commandé par le général Douglas MacArthur.
La bataille d'Incheon mit fin à une série de victoires de l'Armée populaire de Corée et amorça une contre-attaque par les forces des Nations unies jusqu'à la reprise de Séoul. L'avancée au nord fut stoppée près de l'Amnokgang, quand l'Armée des volontaires du peuple chinois envoya des milliers de soldats en appui à la Corée du Nord, débordant les forces de l'ONU le long du fleuve Ch'ongch'on et forçant un retrait après la bataille du réservoir de Chosin en Corée du Sud.

## Contexte

### Préparation
L'idée de débarquer des forces du Commandement des Nations unies en Corée à Incheon a été suggérée par MacArthur après qu'il a visité les lieux des combats en Corée le 29 juin 1950, quatre jours après le début de la guerre. MacArthur pensait que l'armée de Corée du Nord (NKPA) repousserait celle de Corée du Sud au-delà de Séoul. Il estimait que les troupes, démoralisées et sous-équipées, de la Corée du Sud ne pourrait pas contenir les avances de la NKPA même avec l'aide de renforts américains. MacArthur pensait qu'il pouvait stopper cette progression s'il opérait un mouvement crucial des troupes derrière les lignes ennemies. Il espérait qu'un débarquement près d'Incheon lui permettrait d'interrompre l'avance de la NKPA et ainsi, détruire le corps de bataille adverse et gagner la guerre.
Pour accomplir une opération amphibie d'une telle ampleur, MacArthur comptait sur les marines des États-Unis, s'étant familiarisé avec leur capacité à intégrer les opérations amphibies dans les campagnes du Pacifique durant la Seconde Guerre mondiale. Pourtant en 1950, le corps des marines était toujours en train de récupérer d'une série de programmes de réduction d'effectifs, mis en œuvre par l'administration Truman et le secrétaire à la Défense, Louis A. Johnson. En effet, le secrétaire Johnson ne croyait pas à la nécessité de maintenir les Marines comme un corps d'armée spécifique, et l'aurait dissous sans l'opposition du sénat. Si le corps des marines comptait 300 000 hommes pendant la Seconde Guerre mondiale, en 1950 il n'en rassemblait plus que 27 000 et la majorité de ses matériels avaient été vendus, abandonnés ou transférés à l'armée.
Après avoir rééquipé en urgence les forces des Marines avec des embarcations de débarquement vieillissantes, retiré les unités du périmètre à Pusan et récupéré tous les hommes des centres de recrutement, le corps des Marines avait juste les moyens de monter une force capable d'entreprendre des opérations offensives,.
MacArthur décida d'employer le Joint Strategic and Operations Group (JSPOG) de son Far East Command (FECOM). Le plan initial fut regardé avec scepticisme par les autres généraux parce que les défenses naturelles et artificielles d'Incheon étaient redoutables. Les approches possibles vers Incheon étaient limitées à deux passages, « Flying Fish » et le « Canal Est », qui pouvaient être facilement bloqués par des mines. Par ailleurs ces canaux subissaient un courant important, qui pouvait changer rapidement de force, passant de trois à huit nœuds. Enfin, les possibilités d'ancrage étaient réduites, et le port entouré par d'énormes digues. Le commandant Arlie G. Capps résuma : « Nous avions dressé une liste de chaque désavantage naturel et géographique et Incheon les a tous ».
Ces problèmes, ajoutés à l'avancée de l'armée de Corée du Nord, força MacArthur à abandonner son plan originel, l’Operation Bluehearts, qui envisageait un débarquement à Incheon en juillet 1950.
En dépit de ces obstacles, MacArthur reprit son plan d'assaut en septembre, sous le nom de Plan 100-B, nom de code Operation Chromite. Un briefing mené par l'amiral James Doyle conclut que la mission à Incheon n'était pas impossible. Lors de ce briefing, des officiers demandèrent d'envisager des lieux de débarquements alternatifs comme celui de Gunsan. MacArthur passa 45 minutes, après le briefing, à expliquer les raisons de son choix (Incheon). Il souligna qu'en raison de la lourde défense ennemie, ceux-ci ne s'attendraient pas à une attaque à cet endroit, que la victoire à Incheon ferait éviter une campagne en hiver et que, en envahissant le point fort au Nord, les forces de l'ONU pourrait couper les lignes de communications de la Corée du Nord. Enfin Incheon était proche de Séoul. L'amiral Forrest P. Sherman et le général Joseph Lawton Collins retournèrent à Washington DC, et l'invasion fut approuvée.
Le débarquement à Incheon ne fut pas la première opération amphibie à grande échelle depuis la Seconde Guerre mondiale, le débarquement de Pohang, le 18 juillet 1950, étant antérieur, mais contrairement à cette opération, le débarquement d'Incheon fut opéré en territoire ennemi et en présence de ses forces .

### Avant le débarquement
Le 4 septembre 1950, des Chance Vought F4U Corsair du VF-53 décollent du USS Valley Forge (CV-45) pour pourchasser deux Douglas A-20 Havoc de l'aviation navale soviétique au-dessus de la mer Jaune et en abattent un pour éviter qu'ils ne trouvent une concentration de navires américains se préparant au débarquement d'Incheon,.
Sept jours avant le début des opérations d'Incheon, une reconnaissance commune de la Central Intelligence Agency et du Renseignement militaire, est menée sous le nom de code Trudy Jackson. Une équipe de guérilla est infiltrée à Incheon. Le groupe, mené par le lieutenant Eugene Clark, atterrit à Yonghung-do, une île à l'entrée du port. Depuis cet endroit, ils doivent transmettre des renseignements aux forces américaines.
Avec l'aide des habitants locaux, les guérillas recueillent des informations sur les marées, les bancs de boue, les digues et les fortifications ennemies. La contribution la plus importante de la mission fut le redémarrage du phare à Palmi-do. Quand les nord-coréens découvrent l'activité alliée sur la presqu'île, ils envoient une embarcation avec 16 soldats d'infanterie. Eugène Clark monte une mitrailleuse sur un sampan et coule le bateau. En représailles, les nord-coréens tuent 50 civils accusés de complicité.
Une série de manœuvres et d'entrainement sont menées ailleurs sur les côtes coréennes, dans des conditions similaires à celle attendues à Incheon. Ces manœuvres ont pour but d'améliorer la coordination et la performance des embarcations de débarquement.
À l'approche des groupes de débarquement, les croiseurs et destroyers de plusieurs unités navales de l'ONU font feu sur Wolmi-do, et vérifient également la présence de mines dans le Flying Fish Channel. Cette opération marque la première action des forces canadiennes dans la guerre quand HMCS Cayuga, HMCS Athabaskan et HMCS Sioux bombardent la côte. Le « Destroyer Squadron Nine », emmené par le USS Mansfield (DD-728) naviguent vers le canal Est et à l'intérieur du port d'Incheon, où ils ouvrent le feu sur les positions ennemies.
Cette préparation maritime prévient les nord-coréens de l'opération à venir, et le responsable de Wolmi-do assure à ses supérieurs qu'il repousserait les ennemis dans la mer.

## Bataille

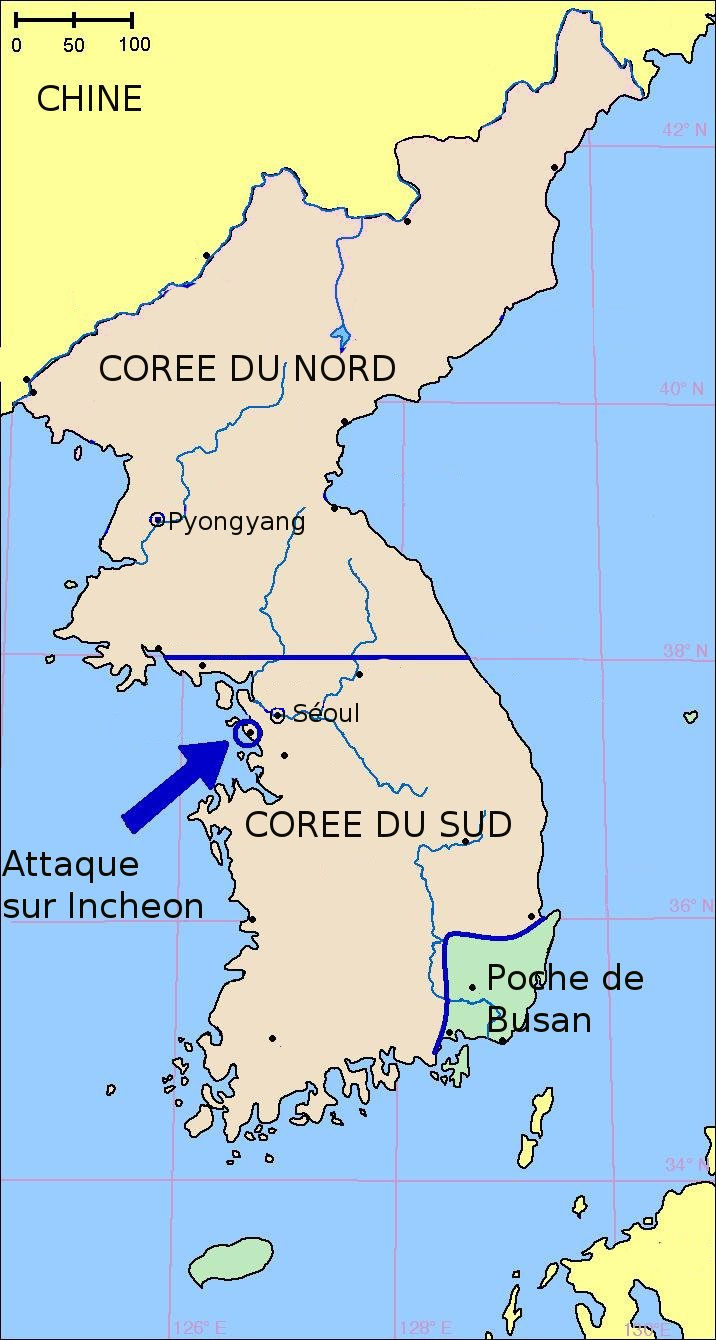
Position d'Incheon et du périmètre de Pusan.

Carte des différentes routes de l'invasion

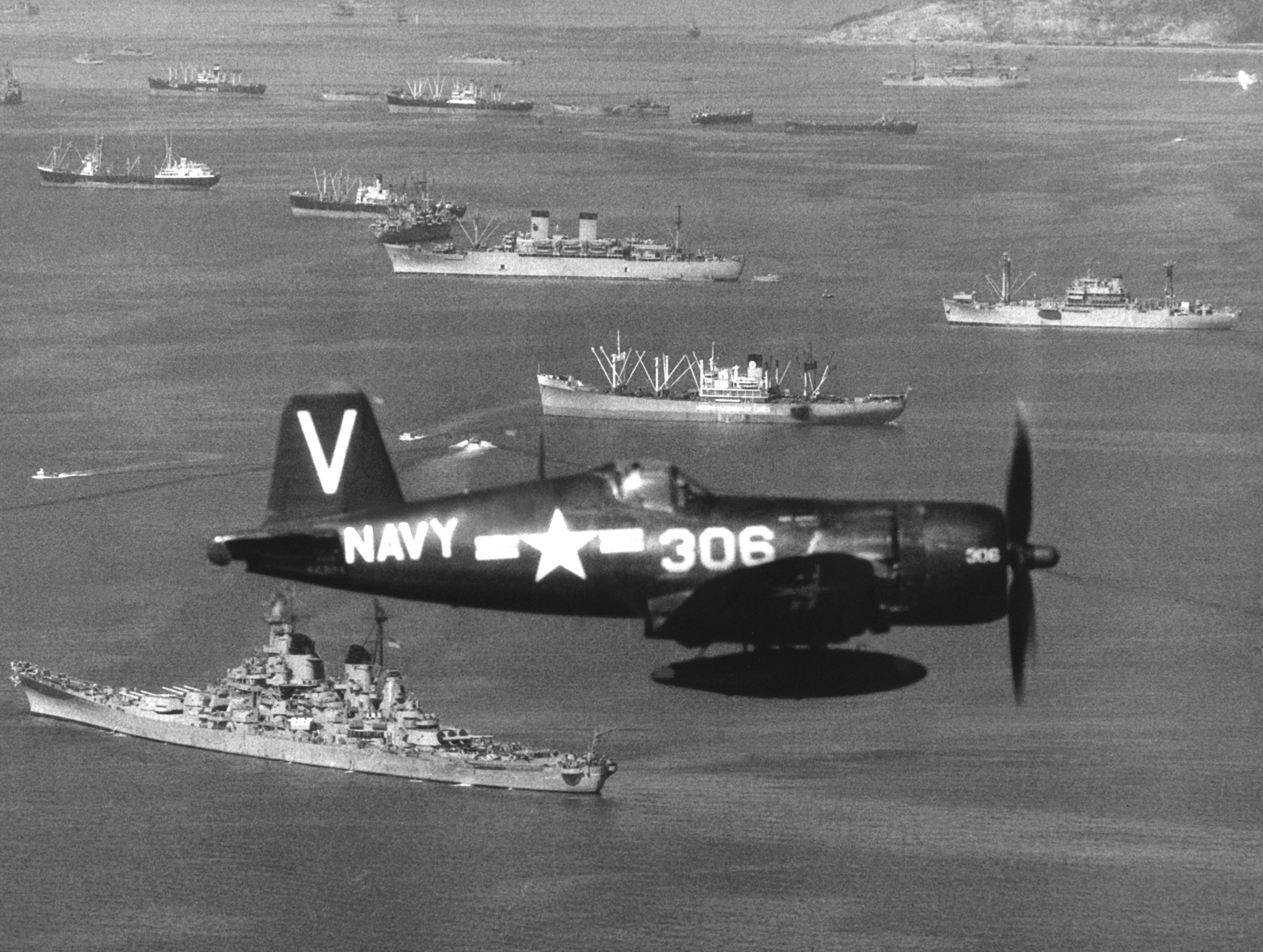
Un Corsair du survolant le cuirassé USS Missouri au large d'Incheon (15 septembre 1950)

Le commandement de la flottille de débarquement (261 bateaux) était assuré par Arthur Dewey Struble, un expert en matière de guerre amphibie. Struble avait participé aux opérations amphibies pendant la Seconde Guerre mondiale, particulièrement à la bataille du golfe de Leyte et la bataille de Normandie.

### Green Beach
À 06:30 le 15 septembre 1950, les forces de l'U.S. X Corps atteignirent "Green Beach" sur le côté nord de l'île de Wolmi-Do. Les forces débarquées étaient constituées d'un bataillon d'infanterie et de neuf M26 Pershing. Un des tanks était équipé d'un lance-flammes et deux autres de lames de bulldozer. Ce groupe de bataille débarqua des bâtiments de débarquement, BDCs conçus et fabriqués durant la Seconde Guerre mondiale. L'île entière fut conquise à midi, avec un total de 14 victimes du côté allié. Les pertes nord-coréennes dépassaient les 200 morts et 136 capturés, principalement du 918e Régiment d'Artillerie et du 226e Régiment des Marines Indépendants. Les forces sur Green Beach ont dû attendre la marée montante à 19:50, avant qu'un autre groupe puisse débarquer. Pendant cet intervalle toute contre-attaque nord coréenne fut empêchée par un barrage d'artillerie lourde et des bombardements aériens, pendant que des mines antichars étaient placées sur le seul pont. La deuxième vague de débarquement mit pied à terre à "Red Beach" et "Blue Beach".
L'armée nord-coréenne n'avait pas envisagé une invasion à Incheon et même après la prise de Green Beach, la NKPA supposa (probablement grâce à la désinformation du contre-espionnage américain) que le débarquement principal se ferait à Gunsan. En conséquence, seule une faible force fut envoyée en renfort à Incheon, qui arriva sur place alors que la tête de pont allié était déjà bien établie, les forces de l'ONU ayant pris possession des deux plages (Blue et Red). Pour ce qui est des troupes déjà stationnées à Incheon, elles avaient été affaiblies par les guérillas de Clark et des bombardements au napalm qui avaient détruit les principaux dépôts de munitions.

### Red Beach

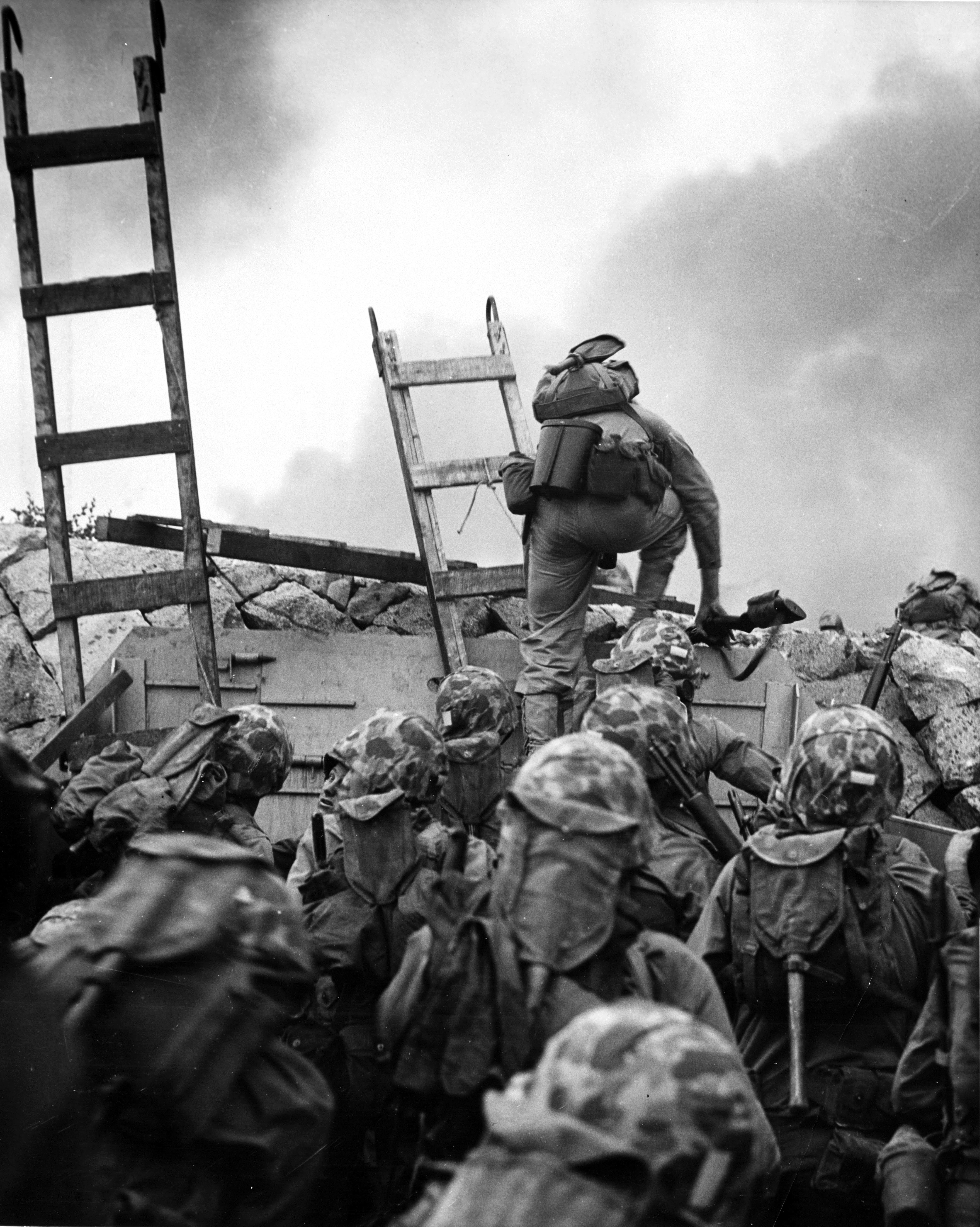
Le first lieutenant Baldomero López des Marines Corps escaladant une digue après le débarquement du 15 septembre à Red Beach. Quelques minutes après la prise de cette photo, Lopez fut tué en essayant d'étouffer une grenade avec son corps. Il reçut, à titre posthume, la Médaille d'honneur.

Les forces de Red Beach, composées du 5e Régiment des Marines US, utilisèrent des échelles pour escalader les digues. Après avoir neutralisé les défenses nord-coréennes, ils ouvrent la voie vers Wolmi-Do, permettant aux tanks débarqués sur Green Beach de rejoindre la bataille. Les pertes alliées sur Red Beach furent de 8 morts et 28 blessés.

### Blue Beach
Sous les ordres du colonel Chesty Puller, le débarquement du 1er Régiment des Marines US s'effectue au sud des deux autres points de débarquement. À l'approche de la côte, les feux combinés de plusieurs emplacements de canons NKPA coulèrent l'un des BDCs. Les tirs de destroyers ainsi que les bombardements muselèrent les défenses nord-coréennes. Lorsque les troupes venues de Blue Beach arrivèrent, les forces nord-coréennes d'Incheon s'étaient déjà rendues. Les forces de Blue Beach ne rencontrèrent que peu de résistance et subirent peu de pertes. Le 1er Régiment des Marines US renforça la tête de pont et prépara l'invasion des régions intérieures.

### Tête de pont
Juste après que la résistance nord-coréenne à Incheon fut écrasée, le processus de ravitaillement et de renforcement commença. Les Seabees et l'Underwater Demolition Team (UDTs), qui étaient arrivés avec les Marines, construisirent un dock sur la Green Beach et retirèrent les débris de l'eau. Le dock fut ensuite utilisé pour faciliter les rotations des BDCs.
Les documents écrits par Kim Il-sung et récupérés par les troupes de l'ONU, peu après le débarquement, mentionnaient: « Le plan original était de terminer la guerre en un mois, nous n'avons pas pu repousser les 4 divisions américaines... Nous avons été pris par surprise quand les troupes des Nations Unies, l'American Air Force et la Navy s'avancèrent. »

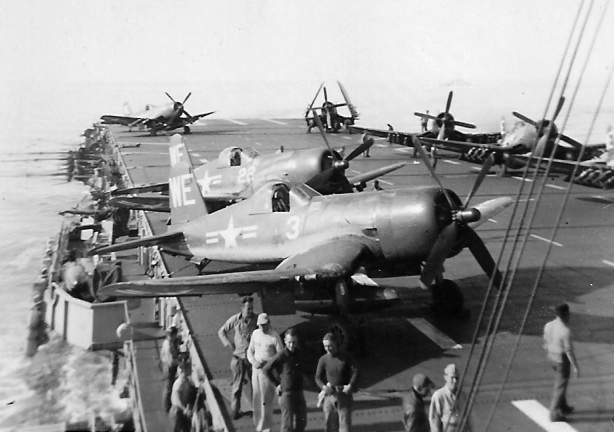
Vought F4U-4B Corsair du VMF-214 Black Sheep à bord de l' en 1950 pendant la guerre de Corée.

Le 16 septembre, les nord-coréens, réalisant leur erreur, envoyèrent six colonnes de chars T-34 vers la tête de pont. Ces colonnes furent engagées par deux Chance Vought F4U Corsair de l'escadron VMF-214, qui détruisirent ou endommagèrent la moitié des tanks au prix de la perte d'un avion. Une rapide contre-attaque de tanks M26 Pershing anéantit le reste des forces armées nord-coréennes et dégagea le passage pour la capture d'Incheon.
Le 19 septembre, le Corps des ingénieurs de l’armée des États-Unis répara le chemin de fer local sur plus de 13 km à l'intérieur des terres. La piste d'atterrissage de l'aéroport de Gimpo fut conquise et les avions de transport purent apporter le carburant pour les avions stationnés à Incheon. Pendant ce temps le déchargement d'équipements et de renforts continuait. Au 22 septembre, avaient été débarqués 6 629 véhicules et 53 882 soldats, ainsi que 23 000 tonnes d'équipements.

## Conséquences

### Bataille de Séoul

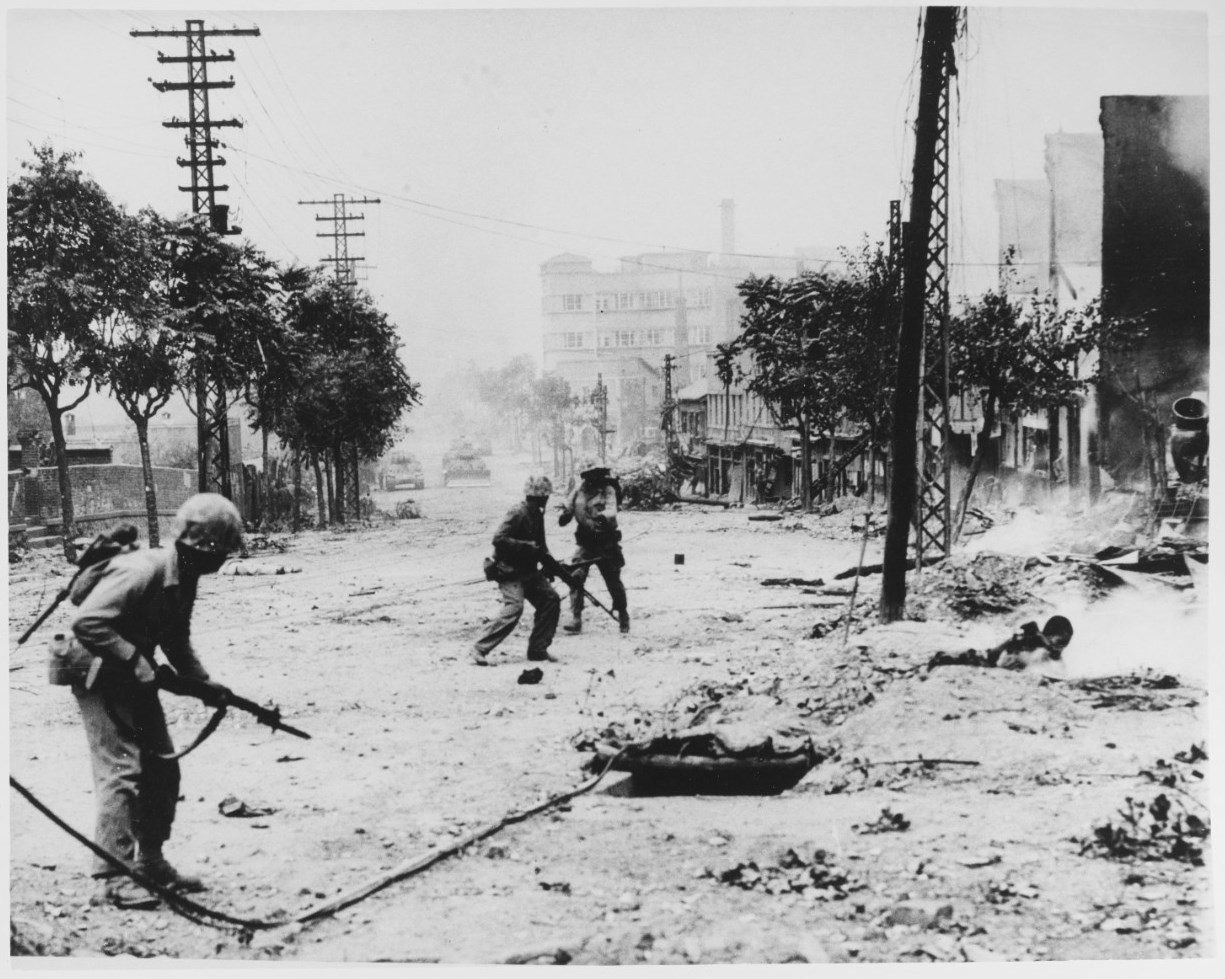
Marines US engagés dans des combats urbains pendant la bataille de Séoul, fin septembre 1950. Les soldats américains sont équipés de M1 Garand semi-automatiques et de Browning BAR M1918. Des corps coréens sont dispersés dans la rue. Au loin, se trouvent des tanks Sherman M4.

Contrairement à la rapide victoire à Incheon, l'avance dans Séoul fut lente et sanglante. La NKPA lança une autre attaque de chars T-34, qui furent piégés et détruits, ainsi qu'un bombardement par un Yakovlev sur le port d'Incheon, qui ne causa que de légers dégâts. La NKPA essaya alors de ralentir l'offensive de l'ONU afin de permettre le renforcement de Séoul et la retraite des troupes dans le sud. Bien qu'averti que la méthode utilisée pour prendre le contrôle de Séoul donnait le temps aux forces restantes de la NKPA pour s'échapper, MacArthur se sentit lié aux promesses faites au gouvernement de Corée du Sud afin de reprendre la capitale au plus vite.
Dès le deuxième jour de l'opération, les navires emportant la 7e Division d'Infanterie de l'United States Army arrivèrent au port d'Incheon. Le général Almond était impatient de mettre en place la division afin de bloquer un possible mouvement ennemi depuis le sud de Séoul. Au matin du 18 septembre, le Second Bataillon du 32e Régiment d'Infanterie atterrit à Incheon et le reste du régiment fut débarqué plus tard dans la journée.
Le matin du troisième jour, le Second Bataillon se déplaça afin de relayer un bataillon de Marines sur le flanc droit au sud de Séoul. Pendant ce temps, le 31e Régiment de la 7e Division mit pied à terre à Incheon. La responsabilité de l'autoroute de la zone sud de Séoul fut transférée à la 7e Division le 19 septembre à 18h00. La 7e Division d'Infanterie s'engagea ensuite dans un combat intense en périphérie de Séoul.
Avant la bataille, la Corée du Nord n'avait qu'une seule division assez faible dans la ville, dont la majorité était dans le sud de la capitale. MacArthur supervisa en personne le 1er Régiment de Marines en route vers Séoul, qui combattait les positions nord-coréennes. Le contrôle de l'opération Chromite fut ensuite transféré au commandant général Edward Almond. Le but d'Almond était de prendre le contrôle de Séoul le 25 septembre, exactement trois mois après le début de la guerre. Le 22 septembre, les Marines pénétrèrent dans Séoul et constatèrent que l'ennemi y était retranché. Les pertes augmentèrent avec les combats urbains. Pressé d'annoncer la conquête de Séoul, Almond déclara, le 25 septembre, la libération de la ville bien que des Marines soient toujours engagés dans des combats (des tirs étaient toujours entendus dans les banlieues du nord).

### L'évasion de Busan
Les dernières troupes nord-coréennes engagées en Corée du Sud furent vaincues quand la 8e armée des États-Unis sortit du périmètre de Pusan, rejoignant le Xe Corps dans une attaque coordonnée sur les forces de l'Armée populaire de Corée. Sur les 70 000 soldats de l'armée nord-coréenne autour de Pusan, plus de la moitié furent tués ou capturés. Pourtant, du fait que les forces de l'ONU avaient concentré leur effort sur la prise de Séoul plutôt que d'empêcher le retrait par le nord de l'Armée populaire de Corée, 30 000 soldats nord-coréens s'échappèrent vers le nord, de l'autre côté du fleuve Yalou où ils furent rapidement reconstitués et rééquipés à la hâte par l'Union soviétique. Les attaques alliées continuèrent au nord vers le fleuve Yalou jusqu'à l'intervention de la Chine dans la guerre.

## Culture populaire
La bataille d'Incheon est le sujet d'un film de 1981 intitulé Incheon, qui ne connaît pas un grand succès au box-office. Il provoque une polémique du fait qu'il avait été partiellement financé par l'Église de l'Unification, dirigée par Sun Myung Moon. Un autre film également basé sur ce fait de guerre est Memories of War de Lee Jae-han sorti en 2016 avec notamment l'acteur Liam Neeson.
La chanson Incheon, de Robert W. Smith, illustre la bataille. Elle commence par un solo de flute et apporte lentement des bruits d'hélicoptère. Des effets sonores sont aussi inclus, comme des tirs de mitrailleuses et d'artillerie. Elle fait également référence à la chanson Variations on a Korean Folk Song (mesures 61, 62, 65, et 66).